# 桑旺萨
桑旺萨（法語：Sanvensa，法語發音：[sɑ̃vɛ̃sa]）是法国阿韦龙省的一个市镇，属于鲁埃格自由城区。

## 地理
桑旺萨（44°17'32"N, 2°2'56"E）面积25.48 平方千米，位于法国奧克西塔尼大區阿韦龙省，该省份为法国南部内陆省份，位于法國中央高原南部，北起顺时针与康塔爾省、洛泽尔省、加尔省、埃罗省、塔恩省、塔恩-加龙省和洛特省接壤。
与桑旺萨接壤的市镇（或旧市镇、城区）包括：拉富亚德、吕纳克、蒙泰伊、上莫尔永、拉鲁凯特、下塞加拉、鲁埃格自由城。
桑旺萨的时区为UTC+01:00、UTC+02:00（夏令时）。

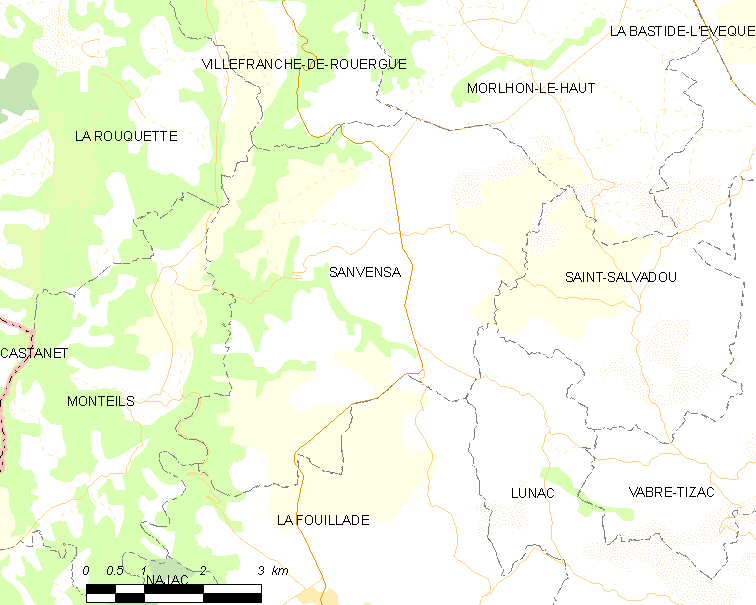
桑旺萨的OSM定位图

## 行政
桑旺萨的邮政编码为12200，INSEE市镇编码为12259。

## 政治
桑旺萨所属的省级选区为阿韦龙-塔恩县。

## 人口

1962-2008年间桑旺萨人口变化图示

桑旺萨于2022年1月1日时的人口数量为643人。